# Zakaz opuszczania kraju
Zakaz opuszczania kraju – nieizolacyjny środek zapobiegawczy polegający na zakazie opuszczania kraju przez oskarżonego. Zakaz ten może być połączony z zatrzymaniem paszportu lub innego dokumentu uprawniającego do przekroczenia granicy albo z zakazem wydania takiego dokumentu. Przesłanką szczególną zastosowania tego środka zapobiegawczego jest istnienie uzasadnionej obawy ucieczki oskarżonego z kraju.
Zakaz opuszczania kraju stosuje sąd, a w postępowaniu przygotowawczym (śledztwo, dochodzenie) prokurator, w drodze postanowienia. Do czasu wydania postanowienia organ prowadzący postępowanie może zatrzymać dokument uprawniający do przekroczenia granicy, jednakże na czas nie dłuższy niż 7 dni.
Instytucja postępowania karnego ustanowiona jest w art. 277 Kodeksu postępowania karnego.